# Позиралки (Ярославская область)
Позиралки  — деревня Охотинского сельского поселения Мышкинского района Ярославской области.
Деревня расположена на расстоянии около 2 км к востоку от левого берега Волги и 1 км от проходящей вдоль берега федеральной автомобильной трассы Р104. Деревня стоит на левом, южном берегу небольшого, не названного на карте ручья, начинающегося к востоку от деревни Шалимово и впадающего в Волгу (Охотинский залив Рыбинского водохранилища) между деревнями Речная (северный, правый берег ручья) и Высоцкая (южный, левый берег). Между деревнями Позиралки и Высоцкой стоит деревня Кулдычево. На правом берегу этого ручья ниже деревни Позиралки стоит деревня Сосновец .
На 1 января 2007 года в деревне Позиралки числилось 2 постоянных жителя . Почтовое отделение, находящееся в селе Охотино, обслуживает в деревне 5 домов .